# Amerigoniscus nicholasi
Amerigoniscus nicholasi is een pissebed uit de familie Trichoniscidae. De wetenschappelijke naam van de soort is voor het eerst geldig gepubliceerd in 1965 door Vandel.